# Just Pals
Just Pals is een Amerikaanse western uit 1920 onder regie van John Ford.

## Verhaal
Bim geldt in zijn dorp als een nietsnut. Door zich te ontfermen over de 13-jarige Bill kan hij zichzelf bewijzen. De plaatselijke onderwijzeres Mary Bruce staat erop dat Bill naar school gaat. Bim heeft een oogje op Mary, maar zij heeft al een vriend.

## Rolverdeling
| Acteur               | Personage     |
| -------------------- | ------------- |
| Buck Jones           | Bim           |
| Helen Ferguson       | Mary Bruce    |
| Georgie Stone        | Bill          |
| Duke R. Lee          | Sheriff       |
| William Buckley      | Harvey Cahill |
| Eunice Murdock Moore | Mevrouw Stone |
| Bert Appling         | Brakeman      |
| Edwin B. Tilton      | Dokter Stone  |
| Slim Padgett         | Bandiet       |
| John B. Cook         | Agent         |